# Avery John
Emery Avery John (Point Fortin, 1975. június 18. –) Trinidad és Tobagó-i válogatott labdarúgó.

## Pályafutása

### Klubcsapatban
Tanulmányait az Egyesült Államokban végezte és a főiskolán kezdett el futballozni. 1998-ban a New Orleans Storm volt az első felnőtt csapata. 1999-ben a Maryland Maniában játszott, majd Írországba szerződött a Bohemian együtteséhez. 2000-ben a Boston Bulldogs játékosa volt, majd visszatért Írországba a Shelbourne együtteséhez. A 2001–02-es szezont a Bohemiansnál töltötte. 2002 és 2003 között a Longford Town csapatában játszott. 2004-től 2008-ig az MLS-ben szereplő New England Revolution labdarúgója volt. 2008-ban a Miami FC-ben 15 mérkőzésen lépett pályára és 2009-ben a D.C. United színeiben fejezte be a pályafutását.  

### A válogatottban
1996 és 2009 között 65 alkalommal szerepelt a Trinidad és Tobagó-i válogatottban. Részt vett az 1998-as, a 2002-es és a 2005-ös CONCACAF-aranykupán, valamint a 2006-os világbajnokságon.

## Külső hivatkozások
- Avery John adatlapja a National-Football-Teams.com oldalon (angolul)

- Avery John (angol nyelven). FootballDatabase.eu
- Avery John (német nyelven). kicker.de
- Avery John adatlapja a worldfootball.net oldalon (angolul)